# パチスロ攻略の裏
『パチスロ攻略の裏』（ -こうりゃくのうら）とは、かつてマルコ・ポーロ（2006年8月までは株式会社ビタミン愛、2006年9月～2007年4月までは株式会社未来インターナショナル）が発行していたパチスロ攻略誌。業界では梁山泊グループの関連雑誌として認識されていた。2007年9月（10月号）をもって休刊している。
内容は、新機種を中心に遊技台の特徴（役の判定やゲーム進行）の解説、それらを元にした攻略法の解説からなる。付録にDVDがついている。